# موش‌صاریغ گواخیرا
موش‌صاریغ گواخیرا (نام علمی: Marmosa xerophila) نام یک گونه از سرده موش‌صاریغ‌ها است.